# Campeonato de Azerbaiyán de Ciclismo Contrarreloj
Los Campeonatos de Azerbaiyán de Ciclismo Contrarreloj se organizan anual e ininterrumpidamente desde el año 2012 para determinar el campeón ciclista de Azerbaiyán de cada año, en la modalidad. 
El título se otorga al vencedor de una única carrera, en la modalidad de Contrarreloj individual. El vencedor obtiene el derecho a portar un maillot con los colores de la Bandera de Azerbaiyán hasta el campeonato del año siguiente, solamente cuando disputa pruebas Contrarreloj.
El corredor más laureado es Elchin Asadov, con seis victorias.

## Palmarés
| Año  | Ganador          | Segundo          | Tercero           |
| 2012 | Elchin Asadov    | Tural Isgandarov | Ruslan Mustafayev |
| 2013 | Elchin Asadov    | Tural Isgandarov | Agshin Ismaylov   |
| 2014 | Elchin Asadov    | Samir Jabrayilov | Tural Isgandarov  |
| 2015 | Maksym Averin    | Elchin Asadov    | Samir Jabrayilov  |
| 2016 | Elchin Asadov    | Maksym Averin    | Samir Jabrayilov  |
| 2017 | Elchin Asadov    | Elgun Alizada    | Samir Jabrayilov  |
| 2018 | Elchin Asadov    | Musa Mikayilzade | Elgun Alizada     |
| 2019 | Elchin Asadov    | Samir Jabrayilov | Musa Mikayilzade  |
| 2020 | No se disputó    | No se disputó    | No se disputó     |
| 2021 | Musa Mikayilzade | Samir Jabrayilov | Amal Abdulazizli  |
| 2022 | Elchin Asadov    | Musa Mikayilzade | Elgun Alizada     |
| 2023 | Samir Jabrayilov | Musa Mikayilzade | Tural Israfilov   |
| 2024 | Musa Mikayilzade | Yusif Ismayilov  | Mahmud Nevzat     |